# Wzór sumacyjny Eulera
Wzór sumacyjny Eulera (ang. Euler’s summation formula) – tożsamość stosowana w analitycznej teorii liczb. Podobnie jak wzór sumacyjny Abela, pozwala on wyrazić dyskretną sumę wartości danej funkcji różniczkowalnej przez całkę. Wzór ten został przedstawiony przez Leonharda Eulera w 1736 r., a następnie uogólniony. Jest to szczególny przypadek wzoru sumacyjnego Eulera-Maclaurina.

## Treść twierdzenia
Niech dane będą liczby {\displaystyle 0<y\leqslant x} oraz funkcja {\displaystyle f} różniczkowalna na przedziale {\displaystyle [y,x].} Wówczas
{\displaystyle \sum _{y<n\leqslant x}f(n)=\int _{y}^{x}f(t)dt+\int _{y}^{x}\{t\}f'(t)dt-\{x\}f(x)+\{y\}f(y),}
gdzie suma po lewej stronie jest po wszystkich liczbach całkowitych {\displaystyle n\in (y,x],} a {\displaystyle \{t\}} oznacza część ułamkową liczby {\displaystyle t.}
Dowód. Oznaczając {\displaystyle F(x)=[x]=x-\{x\},} sumę po prawej możemy wyrazić jako całkę Riemanna-Stieltjesa
{\displaystyle \sum _{y<n\leqslant x}f(n)=\int _{y}^{x}f(t)dF(t)=\int _{y}^{x}f(t)dt-\int _{y}^{x}f(t)d\{t\}.}
Drugą z nich możemy wyrazić całkując przez części,
{\displaystyle \int _{y}^{x}f(t)d\{t\}=\{x\}f(x)-\{y\}f(y)-\int _{y}^{x}\{t\}f'(t)dt.}
Stąd wynika wzór Eulera.

## Przykłady

### Szereg harmoniczny
Niech
{\displaystyle S(x)=\sum _{n\leqslant x}{\frac {1}{n}}.}
Udowodnimy, że
{\displaystyle S(x)=\log x+\gamma +O\left({\frac {1}{x}}\right),}
gdzie {\displaystyle \log } to logarytm naturalny, a {\displaystyle \gamma } to stała Eulera-Mascheroniego. Dla {\displaystyle x\geqslant 1} zachodzi
{\displaystyle S(x)=\int _{1}^{x}{\frac {dt}{t}}-\int _{1}^{x}\{t\}{\frac {dt}{t^{2}}}+{\frac {\{x\}}{x}}+1=\log x-I(x)+1+O\left({\frac {1}{x}}\right),}
gdzie:
{\displaystyle I(x)=\int _{1}^{x}\{t\}{\frac {dt}{t^{2}}}.}
Zauważmy, że przy {\displaystyle x\to \infty } całka {\displaystyle I(x)} jest zbieżna. Dlatego możemy zapisać
{\displaystyle I(x)=\int _{1}^{\infty }\{t\}{\frac {dt}{t^{2}}}-\int _{x}^{\infty }\{t\}{\frac {dt}{t^{2}}}=I-\int _{x}^{\infty }\{t\}{\frac {dt}{t^{2}}}=I+O\left(\int _{x}^{\infty }{\frac {dt}{t^{2}}}\right)=I+O\left({\frac {1}{x}}\right),}
gdzie {\displaystyle I=\lim _{x\to \infty }I(x).} To dowodzi, że
{\displaystyle S(x)=\log x+1-I+O\left({\frac {1}{x}}\right),}
gdzie stała {\displaystyle 1-I} jest z definicji równa
{\displaystyle 1-I=\lim _{x\to \infty }(S(x)-\log x)=\gamma .}
To dowodzi podanej zależności.

### Wzór Stirlinga
Wykażemy prawdziwość wzoru Stirlinga w postaci
{\displaystyle \lfloor x\rfloor !=C{\sqrt {x}}x^{x}e^{-x}\left(1+O\left({\frac {1}{x}}\right)\right)}
dla pewnej stałcej {\displaystyle C,} gdzie {\displaystyle \lfloor x\rfloor } oznacza podłogę z liczby {\displaystyle x}. Skorzystamy z postaci silni jako sumy częściowej logarytmów naturalnych,
{\displaystyle \lfloor x\rfloor !=\exp(\log(\lfloor x\rfloor !))=\exp \left(\sum _{n\leqslant x}\log n\right).}
Ze wzoru sumacyjnego Eulera zachodzi
{\displaystyle \sum _{n\leqslant x}\log n=\int _{1}^{x}\log t\;dt+\int _{1}^{x}{\frac {\{t\}}{t}}dt-\{x\}\log x.}
Pierwsza całka wynosi
{\displaystyle \int _{1}^{x}\log t\;dt=\left.t(\log t-1)\right|_{1}^{x}=x\log x-x+1.}
W przypadku drugiej całki zdefiniujemy funkcję pomocniczą {\textstyle \rho (t)={\frac {1}{2}}-\{t\}.}
{\displaystyle \int _{1}^{x}{\frac {\{t\}}{t}}dt=\int _{1}^{x}{\frac {1}{2t}}dt-\int _{1}^{x}{\frac {\rho (t)}{t}}dt=I_{1}(x)-I_{2}(x).}
Widzimy, że
{\displaystyle I_{1}(x)={\frac {1}{2}}\log x.}
W przypadku {\displaystyle I_{2}(x)} skorzystamy z całkowania przez części.
{\displaystyle I_{2}(x)=\left.{\frac {R(t)}{t}}\right|_{1}^{x}+I_{3}(x),}
gdzie:
{\displaystyle R(x)=\int _{1}^{x}\rho (t)dt}
oraz
{\displaystyle I_{3}(x)=\int _{1}^{x}{\frac {R(t)}{t^{2}}}dt.}
Ponieważ funkcja {\displaystyle \rho } jest okresowa, z okresem 1, i {\textstyle |\rho (x)|\leqslant {\frac {1}{2}},} to {\textstyle |R(x)|\leqslant {\frac {1}{2}}.} Dlatego
{\displaystyle \left.{\frac {R(t)}{t}}\right|_{1}^{x}=O\left({\frac {1}{x}}\right).}
Dodatkowo, wynika stąd, że całka {\displaystyle I_{3}(x)} jest ograniczona z góry,
{\displaystyle I_{3}(x)\leqslant \int _{1}^{x}{\frac {|R(t)|}{t^{2}}}dt\leqslant {\frac {1}{2}}\int _{1}^{x}{\frac {dt}{t^{2}}}={\frac {1}{2}}\left(\int _{1}^{\infty }{\frac {dt}{t^{2}}}-\int _{x}^{\infty }{\frac {dt}{t^{2}}}\right)={\frac {1}{2}}+O\left({\frac {1}{x}}\right).}
Powyższe nierówności są prawdziwe, ponieważ całka po {\textstyle t^{-2}} jest zbieżna.
Łącząc uzyskane zależności, otrzymamy
{\displaystyle \sum _{n\leqslant x}\log n=x\log x-x+{\frac {1}{2}}\log x+c+O\left({\frac {1}{x}}\right).}
Biorąc {\displaystyle \exp } obu stron, uzyskamy wzór.

### Funkcja zeta Riemanna
Udowodnimy, że funkcja zeta zdefiniowana za pomocą szeregu
{\displaystyle \zeta (s)=\sum _{n=1}^{\infty }{\frac {1}{n^{s}}}}
dla wszystkich liczb zespolonych {\displaystyle s} o części rzeczywistej {\displaystyle \Re (s)>1} spełnia zależność
{\displaystyle \zeta (s)={\frac {s}{s-1}}-\int _{1}^{\infty }{\frac {\{t\}}{t^{s+1}}}dt.}
Biorąc {\displaystyle f(n)=n^{-s},} otrzymamy
{\displaystyle \sum _{n\leqslant x}{\frac {1}{n^{s}}}=\int _{1}^{x}{\frac {dt}{t^{s}}}-s\int _{1}^{x}{\frac {\{t\}}{t^{s+1}}}dt-{\frac {\{x\}}{x^{s}}}+1.}
Aby z lewej strony równania otrzymać funkcję Riemanna, chcemy aby {\displaystyle x\to \infty .} Widzimy, że
{\displaystyle \int _{1}^{x}{\frac {dt}{t^{s}}}={\frac {1-x^{1-s}}{s-1}}={\frac {1}{s-1}}-{\frac {1}{x^{s-1}(s-1)}}={\frac {1}{s-1}}.}
Stąd
{\displaystyle \zeta (s)=1-{\frac {1}{s-1}}-s\int _{1}^{\infty }{\frac {\{t\}}{t^{s+1}}}dt={\frac {s}{s-1}}-s\int _{1}^{\infty }{\frac {\{t\}}{t^{s+1}}}dt}
dla {\displaystyle \Re (s)>1.}